# Rustam Emomalij

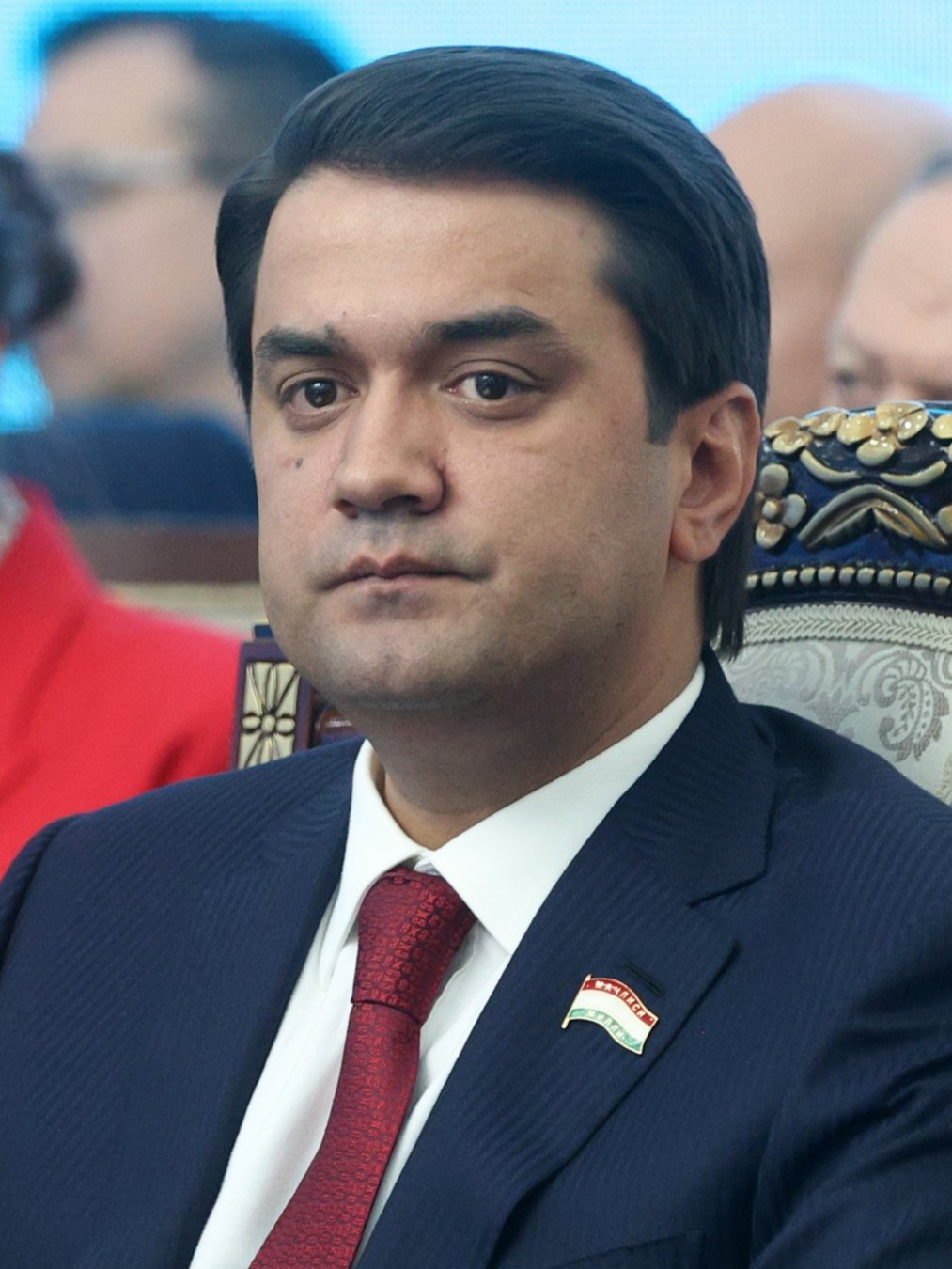
Rustam Emomalij (2023)

Rustam Emomalij (tadschikisch Рустам Эмомалӣ; * 19. Dezember 1987 in Danghara, Tadschikische SSR als Rustam Emomalijewitsch Rachmonow) ist ein tadschikischer Fußballer und Politiker. Er ist der älteste Sohn des Präsidenten Tadschikistans Emomalij Rahmon und gegenwärtiger Bürgermeister von Duschanbe. Er trägt den Rang eines Generalmajors und zählt zu den zehn einflussreichsten Personen des Landes. Er wird als Nachfolger seines Vaters im Präsidentenamt aufgebaut.

## Früheres Leben und Fußballkarriere
Rustam Emomalij wurde 1987 als Rustam Emomalijewitsch Rachmonow (tadschikisch Рустами Эмомалӣевич Раҳмонов) in Danghara geboren. Im Rahmen der von seinem Vater eingeleiteten „Tadschikisierung“ änderte er seinen Namen 2007 in Rustam Emomalij. Er absolvierte 2008 das Fach „Weltwirtschaft“ an der Tadschikischen Nationaluniversität. Zwischen 2011 und 2014 setzte er sein Studium an der Russischen Akademie des Staatsdienstes beim Präsidenten der Russischen Föderation, anschließend an der Akademie beim Außenministerium der Republik Tadschikistan mit dem Schwerpunkt Rechtswissenschaften fort.
2007 gründete Rustam Emomalij eine Fußballmannschaft namens „FC Istiklol“. Er war Kapitän des Teams und spielte auf der Stürmerposition. Seit 2011 gewann die Mannschaft 5 Meisterschaften, was hauptsächlich auf die gewollte Parteilichkeit der Schiedsrichter zurückzuführen war. 2011 wurde Rustam Emomalij zum stellvertretenden Präsidenten des Tadschikischen Fußballverbandes (TFV) ernannt und schloss sich gleichzeitig dem Komitee für Internationale Beziehungen des Olympischen Rats Asiens an. Im Januar 2012 stieg er zum Präsidenten des TFV auf. Im selben Jahr wurde er für zwei Jahre in den FIFA-Entwicklungsausschuss gewählt.

## Politischer Aufstieg
Seit spätestens 2009 beginnt die steile politische Karriere von Rustam Emomalij mit seiner Berufung zum Leiter der Jugendorganisation, dem tadschikischen Nachfolger der sowjetischen Komsomol-Organisation. 2010 wurde er Mitglied im Zentralen Exekutivkomitee der Demokratischen Volkspartei Tadschikistans und im Stadtparlament von Duschanbe. Im Februar 2011 bekam Rustam Emomalij eine neue Stellung als Chef der Anti-Korruptionsabteilung der tadschikischen Zolldienstbehörde. Im November 2013 erfolgte der Aufstieg zum Vorsitzenden der Zolldienstbehörde. Im März 2015 machte Emomalij Rahmon seinen Sohn zum Chef der nationalen Anti-Korruptions-Agentur. Seine Berufung zum Bürgermeister von Duschanbe im Januar 2017 wurde von vielen Beobachtern als ein nächster wichtiger Schritt für die Vorbereitung von Emomalij Rahmons Nachfolge bewertet. Am 27. März 2020 wurde Rustam Emomalij von der Bezirksversammlung in Duschanbe einstimmig zum Senator gewählt und hat damit einen Sitz im Oberhaus des tadschikischen Parlaments inne.

## Privates
Rustam Emomalij ist bekannt für seine Eskapaden und ausgeprägte Vorliebe für Luxusautos. Er ist verheiratet und hat zwei Kinder. Seine Schwester Ozoda Emomalij ist die erste stellvertretende Außenministerin Tadschikistans.